# دهستان گاودول مرکزی
دهستان گاودول مرکزی  به مرکزیت روستای آروق  یکی از دهستان‌های استان آذربایجان شرقی است که در بخش مرکزی شهرستان ملکان واقع شده‌است.